# Иосиф (Гафтон)
Епи́скоп Ио́сиф (рум. Episcopul Iosif, в миру Йоан Гафтон, рум. Ioan Gafton; 5 декабря 1896 — 9 июня 1984) — епископ Румынской православной церкви, архиепископ Рымникский.

## Биография
Родился 5 декабря 1896 года в селе Пуцени (сегодня Валя-Мэрулуй) в жудеце Галаци, в семье священника Георге Гафтона и Аники, у которых было 12 детей. В крещении получил имя Иоанн.
Он окончил духовную семинарию в Галаце в 1920-х годах, а с 1920-х по 1924 год проходил курс Богословского факультета в Бухаресте. В 1925 году становится священником в приходе Ротари в жудеце Прахова. В 1933 году его жена Валерия умирает и остаётся вдовцом.
С 1 ноября 1935 года служил в церкви Святой Екатерины в Бухаресте, где продолжает миссионерско-пастырскую деятельность. С 1941 по 1 декабря 1942 года был консультантом по вопросам культуры при канцелярии Бухарестской архиепископии, а затем, до 1 ноября 1943 года, административным референтным советником в той же канцелярии. 28 ноября 1942 года пострижен в монашество в Монастыре Нямц с наречением имени Иосиф. 30 ноября 1942 года возведён в сан протосинкелла.
3 декабря 1943 года решением Священного Синода избран честь патриаршим викарием с титулом «Синайский». 6 декабря 1943 года был возведён в сан архимандрита. Его епископская хиротония состоялась 19 декабря того же года в патриаршем соборе в Бухаресте.
15 января 1944 года решением Большой избирательной коллегии был избран епископом Арджешским. 24 января утверждён в этом качестве государственной властью. 21 мая того же года состоялась его интронизация.
С 31 января по 10 февраля 1945 года он возглавлял делегацию Румынской православной церкви, которая участвовала в избрании и интронизации Патриарха Московского и всей Руси Алексия I.
16 октября 1947 года Патриарх Никодим (Мунтяну), находясь больным в Монастыре Нямц, поручил епископу Иосифу (Гафтону) «разрешить текущие дела Патриархии и принимать решения в самых тяжёлых случаях». Исполнял эти дела до февраля 1948 года.
11 марта 1948 года епископ Иосиф был назначен временным управляющим Рымникоской епархии, так как в тот день её временный управляющий, епископ Бырлэдский Афанасий (Динкэ) ушёл на покой. Он руководит двумя епархиями как отдельными церковными единицами до февраля 1949 года, когда в соответствии с положениями Устава для организации и функционирования Румынской Православной Церкви, утверждённой и реализуемой в это время, Арджешская епархия была присоединена к Рымникской, сформировав объединённую Рымникскую и Арджешскую епархию в главе с епископом Иосифом (Гафтоном). Его интронизация состоялась 27 марта 1949 года в Рымнику-Вылче.
Епископ Иосиф занимался вопросами восстановлением исторических церковных памятников в епархии, освоением культурно-художественного наследия и возведением новых мест поклонения или восстановлением существующих. Он опубликовал брошюры для верующих, статей, пастырских и проповедей в церковных периодических изданиях, являясь известным проповедником и миссионером.
Умер 9 июня 1984 года в Рымнику-Вылча.